# Potamonautes gonocristatus
Potamonautes gonocristatus é uma espécie de crustáceo da família Potamonautidae.
Pode ser encontrada nos seguintes países: República Democrática do Congo, Ruanda e Uganda.
Os seus habitats naturais são: lagos de água doce.